# Buftea
Buftea là một thị xã thuộc hạt Ilfov, România. Dân số thời điểm năm 2002 là 20328 người.